# Рауль де Камбре
«Рау́ль де Камбре́» — французская эпическая поэма, эпонимический «герой» которой погибает почти в самом начале.
Сохранилась в единственной рукописи; написана десятисложным стихом, причём первая часть рифмованным (до стиха 5556), а вторая часть ассонансированным; насчитывает 8726 строк.

## Содержание

### Первая часть
Молодой Рауль де Камбре борется за право владеть своим фьефом, право на который король Людовик пожаловал отцу Рауля и его матери, сестре короля. Рауль появляется при дворе вместе со своим оруженосцем Бернье. Людовик обещает юноше первый же вакантный фьеф. Им оказывается графство Вермандуа, владелец которого Герберт недавно умер, но его надо отвоевать. Рауль делает это дерзко и безжалостно, в частности сжигает монастырь в Ориньи, настоятельницей которого является мать Бернье. Вскоре Бернье покидает Рауля. Начинается война между героем и четырьмя сыновьями графа Герберта (Бернье — внебрачный сын одного из них, Ибера де Рибемона). В одном из сражений Рауль вступает в поединок с Бернье, который наносит ему смертельную рану. Его сподвижник Герри Рыжий привозит труп Рауля в Камбре. Племянник Рауля Готье клянётся отомстить за него. Война между Бернье и сторонниками Рауля продолжается. Королю Людовику не удаётся помирить враждующих. Дважды Бернье и Готье сходятся в поединке, но не могут выявить победителя. Противники примиряются, нападают на Париж, грабят и сжигают его, а король бежит.

### Вторая часть
Бернье женится на Беатрисе, дочери Герри, затем совершает паломничество в Сен-Жилль, где на него нападают сарацины и берут в плен. Ему удаётся получить свободу, и он находит жену. В дальнейшем Бернье приходится сразиться со своим старшим сыном Жюльеном, совершить паломничество в Сантьяго де Компостела. На обратном пути он ссорится с Герри, который его убивает. Жюльен принимается мстить убийце. Поэма кончается уходом Герри в монастырь.

## Историческая основа
Первая часть поэмы имеет точно установленную историческую основу. В «Анналах» Флодоарда под 943 годом сообщается:
Умер граф Хериберт, которого его сыновья похоронили у святого Квентина; а услышав, что Родульф, сын Родульфа из Гу вторгся-де во владения их отца, напали на него и убили. Узнав об этом, король Людовик весьма опечалился.
(Родульф здесь — латинизированная форма имени Рауль).
Существование некоторых персонажей, в том числе Ибера де Рибемона, подтверждается монастырскими документами.

## Издания
- Li Romans de Raoul de Cambrai et de Bernier, publié d’après le manuscrit de la Bibliothèque royale de Paris par E. Le Glay. Paris, 1840.
- Raoul de Cambrai, chanson de geste du XIIe siècle, publiée par P.Meyer et A.Longnon. Paris, 1882 (SATF).